# Saint-Léger-des-Bois
Pour les articles homonymes, voir Saint-Léger.
Saint-Léger-des-Bois est une ancienne commune française située dans le département de Maine-et-Loire, en région Pays de la Loire, devenue le 1er janvier 2019 une commune déléguée de la commune nouvelle de Saint-Léger-de-Linières.

## Géographie
Saint-Léger-des-Bois se situe à l'ouest d'Angers et bénéficie de la desserte autoroutière de l'A11. La commune se trouve à 10 minutes du cœur d'Angers et à trois quarts d'heure du cœur de Nantes.

## Toponymie
Formes anciennes du nom : Sancto Ligério (1190), Sanctus Léodégarius (1324), Saint Ligier (1607), Beauchêne (1793) durant la Révolution.
Nom des habitants : Les Légérois, les Llégéroises.

## Histoire

### Les Hospitaliers
Le membre ou dépendance de Le Morisson appartenait aux Hospitaliers de l'ordre de Saint-Jean de Jérusalem de la commanderie d'Angers.

### En bref
Perdue au milieu d'une forêt peuplée de loups, Saint-Léger-des-Bois a laissé peu de traces dans l'histoire.
- Trois coffres (sépultures mérovingiennes) ont été découverts en 1981.
- Présence de reliques de saint Étienne et de la Vraie Croix à la chapelle des Essarts.
- Le bourg des Essarts est rattaché à Saint-Léger en 1790.
- Présence de reliques de saint Léger à partir de 1507

### Le Petit Anjou
Mise en service le 8 mars 1905, la ligne Angers-Candé du Petit Anjou fut inaugurée le 19 avril. Elle s'étendait sur 42 km et fut définitivement fermée aux voyageurs et aux marchandises en 1947.
| Période     | Identité                  |
| ----------- | ------------------------- |
| 1934 - 1948 | Madame Louise Niobé       |
| 1932 - 1934 | Madame Marie-Cécile Joyau |
| 1930 - 1932 | Madame Simone Ergon       |
| 1909 - 1930 | Madame Letourneau         |

Saint-Léger-des-Bois fusionne avec Saint-Jean-de-Linières le 1er janvier 2019 pour constituer la commune nouvelle de Saint-Léger-de-Linières, dont elle est le chef-lieu.

## Politique et administration

### Administration municipale

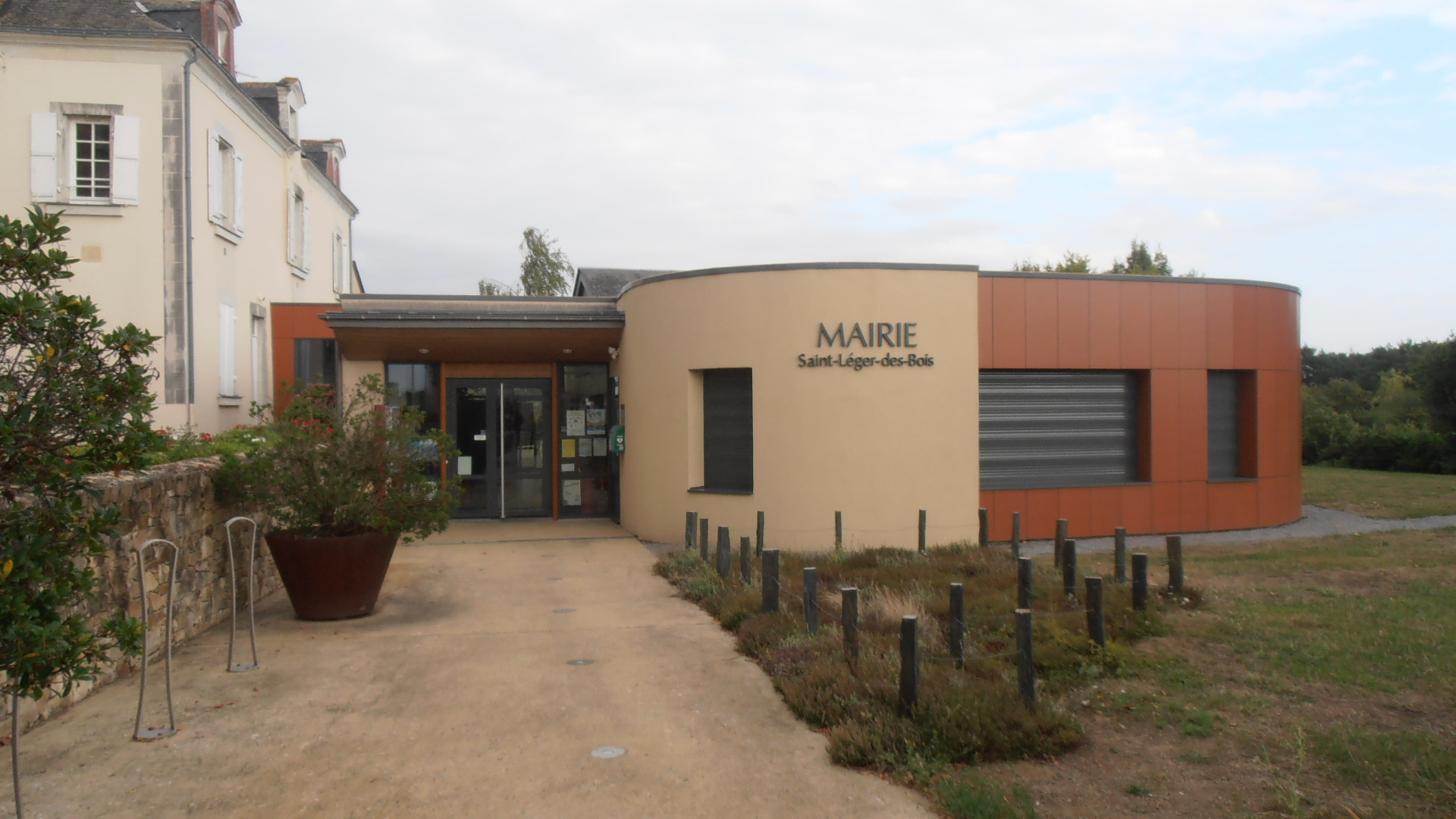
La mairie.

#### Administration actuelle
Depuis le 1er janvier 2019 Saint-Léger-des-Bois constitue une commune déléguée au sein de la commune nouvelle de Saint-Léger-de-Linières et dispose d'un maire délégué.
| Période                                  | Période  | Identité      | Étiquette | Qualité                           |
| ---------------------------------------- | -------- | ------------- | --------- | --------------------------------- |
| janvier 2019                             | En cours | Franck Poquin | DVD       | Enseignant en classe préparatoire |
| Les données manquantes sont à compléter. |          |               |           |                                   |

#### Administration ancienne
| Période                                  | Période          | Identité          | Étiquette | Qualité                           |
| ---------------------------------------- | ---------------- | ----------------- | --------- | --------------------------------- |
| avant 1981                               | 1983             | Michel Héliot     |           |                                   |
| 1983                                     | 1989             | François Boissier |           |                                   |
| 1989                                     | 1995             | Bernard Trébous   | DVD       |                                   |
| juin 1995                                | mars 2014        | Dominique Servant |           |                                   |
| mars 2014                                | 31 décembre 2018 | Franck Poquin     | DVD       | Enseignant en classe préparatoire |
| Les données manquantes sont à compléter. |                  |                   |           |                                   |

### Ancienne situation administrative

#### Intercommunalité
La commune était intégrée à la communauté urbaine d'Angers Loire Métropole, elle-même membre du syndicat mixte Pôle métropolitain Loire Angers.

#### Autres circonscriptions
Jusqu'en 2014, Saint-Léger-des-Bois fait partie du canton de Saint-Georges-sur-Loire et de l'arrondissement d'Angers. Ce canton compte alors dix communes. Dans le cadre de la réforme territoriale, un nouveau découpage territorial pour le département de Maine-et-Loire est défini par le décret du 26 février 2014. La commune est alors rattachée au canton d'Angers-3, avec une entrée en vigueur au renouvellement des assemblées départementales de 2015.

## Population et société

### Évolution démographique
L'évolution du nombre d'habitants est connue à travers les recensements de la population effectués dans la commune depuis 1793. Pour les communes de moins de 10 000 habitants, une enquête de recensement portant sur toute la population est réalisée tous les cinq ans, les populations de référence des années intermédiaires étant quant à elles estimées par interpolation ou extrapolation. Pour la commune, le premier recensement exhaustif entrant dans le cadre du nouveau dispositif a été réalisé en 2004.

En 2016, la commune comptait 1 707 habitants, en évolution de +11,79 % par rapport à 2010 (Maine-et-Loire : +2,12 %, France hors Mayotte : +2,11 %).
| 1793 | 1800 | 1806 | 1821 | 1831 | 1836 | 1841 | 1846 | 1851 |
| ---- | ---- | ---- | ---- | ---- | ---- | ---- | ---- | ---- |
| 334  | 489  | 549  | 607  | 612  | 612  | 668  | 660  | 715  |

| 1856 | 1861 | 1866 | 1872 | 1876 | 1881 | 1886 | 1891 | 1896 |
| ---- | ---- | ---- | ---- | ---- | ---- | ---- | ---- | ---- |
| 708  | 717  | 768  | 715  | 727  | 705  | 675  | 668  | 622  |

| 1901 | 1906 | 1911 | 1921 | 1926 | 1931 | 1936 | 1946 | 1954 |
| ---- | ---- | ---- | ---- | ---- | ---- | ---- | ---- | ---- |
| 552  | 553  | 540  | 441  | 448  | 435  | 413  | 391  | 419  |

| 1962 | 1968 | 1975 | 1982 | 1990 | 1999  | 2004  | 2006  | 2009  |
| ---- | ---- | ---- | ---- | ---- | ----- | ----- | ----- | ----- |
| 416  | 401  | 472  | 711  | 978  | 1 307 | 1 444 | 1 473 | 1 526 |

| 2014  | 2016  | - | - | - | - | - | - | - |
| ----- | ----- | - | - | - | - | - | - | - |
| 1 655 | 1 707 | - | - | - | - | - | - | - |

### Pyramide des âges
La population de la commune est relativement jeune. Le taux de personnes d'un âge supérieur à 60 ans (11,2 %) est en effet inférieur au taux national (21,8 %) et au taux départemental (21,4 %).
À l'instar des répartitions nationale et départementale, la population féminine de la commune est supérieure à la population masculine. Le taux (50,7 %) est du même ordre de grandeur que le taux national (51,9 %).
La répartition de la population de la commune par tranches d'âge est, en 2008, la suivante :
- 49,3 % d’hommes (0 à 14 ans = 26,1 %, 15 à 29 ans = 16 %, 30 à 44 ans = 23,5 %, 45 à 59 ans = 23,1 %, plus de 60 ans = 11,3 %) ;
- 50,7 % de femmes (0 à 14 ans = 27,3 %, 15 à 29 ans = 14,1 %, 30 à 44 ans = 25,6 %, 45 à 59 ans = 22 %, plus de 60 ans = 11,1 %).

| Hommes | Classe d’âge | Femmes |
| ------ | ------------ | ------ |
| 0,0    | 90 ans ou +  | 0,0    |
| 2,4    | 75 à 89 ans  | 2,8    |
| 8,9    | 60 à 74 ans  | 8,3    |
| 23,1   | 45 à 59 ans  | 22,0   |
| 23,5   | 30 à 44 ans  | 25,6   |
| 16,0   | 15 à 29 ans  | 14,1   |
| 26,1   | 0 à 14 ans   | 27,3   |

| Hommes | Classe d’âge | Femmes |
| ------ | ------------ | ------ |
| 0,4    | 90 ans ou +  | 1,1    |
| 6,3    | 75 à 89 ans  | 9,5    |
| 12,1   | 60 à 74 ans  | 13,1   |
| 20,0   | 45 à 59 ans  | 19,4   |
| 20,3   | 30 à 44 ans  | 19,3   |
| 20,2   | 15 à 29 ans  | 18,9   |
| 20,7   | 0 à 14 ans   | 18,7   |

## Économie
Sur 83 établissements présents sur la commune à fin 2010, 19 % relevaient du secteur de l'agriculture (pour une moyenne de 17 % sur le département), 1 % du secteur de l'industrie, 13 % du secteur de la construction, 54 % de celui du commerce et des services et 12 % du secteur de l'administration et de la santé.

## Culture locale et patrimoine

### Lieux et monuments
- Château de La Haute-Bergère.

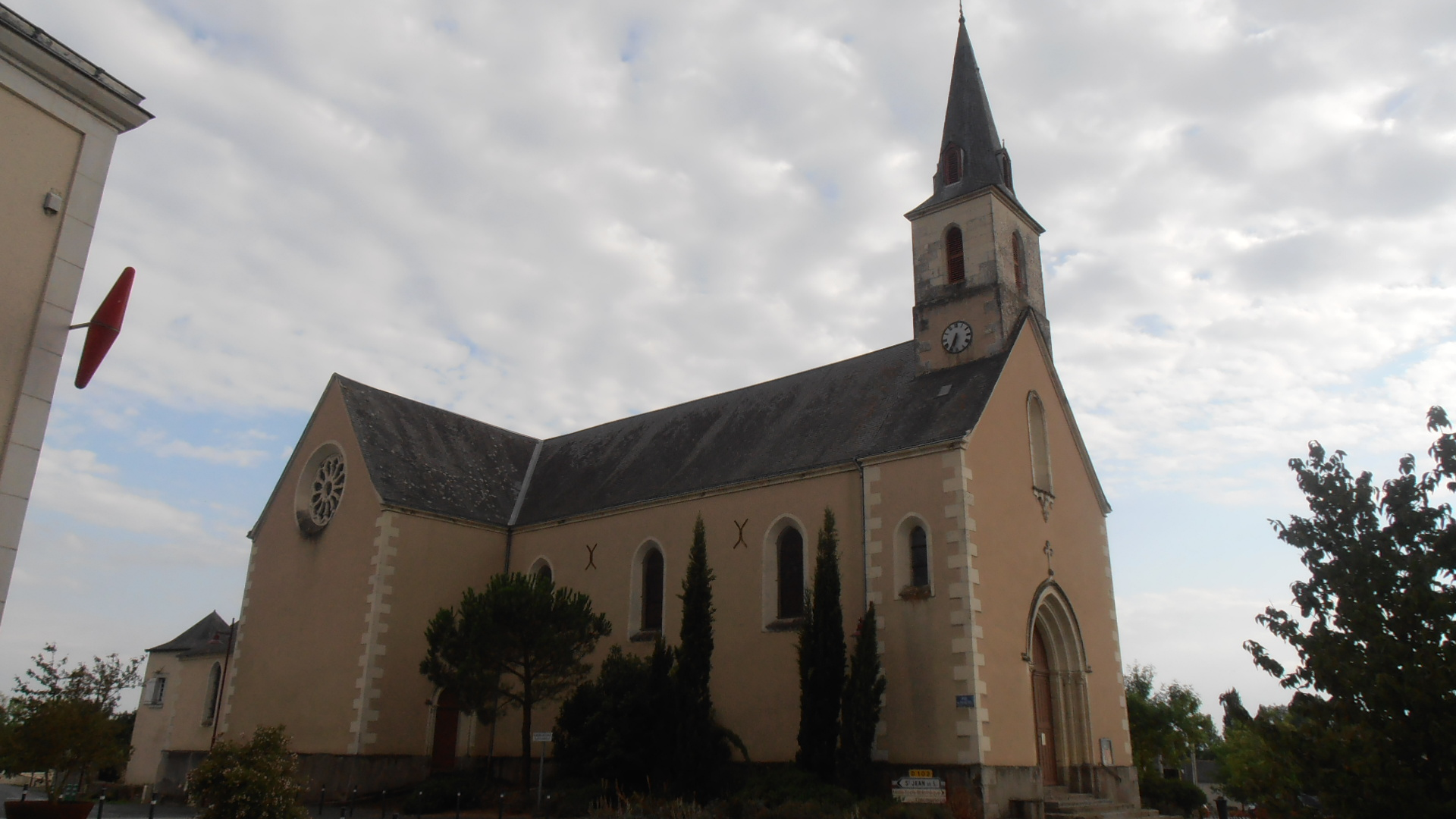
L'église Saint-Léger.

- Chapelle de La Touche-aux-Ânes XVIIIe siècle : statues ; la messe y est dite une fois l'an (ou deux fois exceptionnellement).
- Église Saint-Léger, du XIXe siècle.
- Moulin cavier en ruine.
- Forêt de Bécon.